# Assinie-Mafia
Assinie-Mafia är en ort i Elfenbenskusten. Den ligger i distriktet Comoé, i den sydöstra delen av landet, 290 km sydost om huvudstaden Yamoussoukro.